# Slag bij Chemnitz
De Slag bij Chemnitz was een veldslag in het kader van de Dertigjarige Oorlog tussen een Zweeds en een keizerlijk-Saksisch leger. De veldslag vond plaats bij Chemnitz op 14 april 1639 en was een overwinning voor de Zweedse veldheer Johan Banér.
In januari 1639 was Banér een offensief gestart. Hij trok zuidwaarts de Elbe over en ontzette Erfurt waar een Zweeds garnizoen belegerd werd. Dan slaagde Banér erin een keizerlijk-Saksisch leger te onderscheppen dat geleid werd door Matthias Gallas en Rodolfo di Marazzino. Dit leger maakte zich klaar om aan te sluiten bij een keizerlijk leger geleid door Melchior von Hatzfeld.
Banér wachtte niet tot zijn infanterie en artillerie ter plaatse waren. Met twee cavalerieaanvallen wist hij de keizerlijke linkervleugel te doen instorten. Na een nieuwe aanval sloeg de keizerlijke rechtervleugel op de vlucht. De kanonnen en de bagagetros vielen in handen van de Zweden en Marazzino werd gevangengenomen.
Door deze overwinning beheersten de Zweden een groot deel van Midden-Duitsland en konden ze oprukken naar Bohemen en Praag.